# Nate Jones
Nate Jones (* 18. August 1972 in Chicago) ist ein ehemaliger US-amerikanischer Schwergewichtsboxer.

## Amateurkarriere
Nate Jones gewann im Schwergewicht 1994 und 1995 jeweils die National Golden Gloves und wurde beim selben Event 1996 hinter DaVarryl Williamson Zweiter. Er siegte jedoch noch im gleichen Jahr beim US-Olympiaqualifikationsturnier in Oakland und den nationalen olympischen Box-offs in Augusta (Georgia).
Er konnte daraufhin an den Olympischen Spielen 1996 in Atlanta teilnehmen und besiegte den Briten Fola Okesola und den Chinesen 
Jiang Tao, ehe er im Halbfinale gegen den Kanadier David Defiagbon unterlag und mit einer Bronzemedaille im Schwergewicht ausschied.

## Profikarriere
Jones gab sein Profidebüt unter dem Promoter Don King im Januar 1997 und blieb in 17 Kämpfen ungeschlagen, wobei er am 16. September 2000 den Nordamerikatitel der NABA im Schwergewicht erkämpfen und einmal verteidigen konnte, ehe er ihn am 3. März 2001 an Friday Ahunanya verlor.
Nach zwei folgenden Siegen boxte er am 2. Februar 2002 um den Nordamerikatitel der NABO und verlor durch TKO gegen Lamon Brewster. Nach diesem Kampf beendete er aus gesundheitlichen Gründen seine Karriere.

## Nach dem Boxen
Nach dem Ende seiner Boxkarriere wurde Jones Boxtrainer und betreute unter anderem seinen Olympiateamkollegen Floyd Mayweather Jr. bei seinen Kämpfen gegen Óscar de la Hoya, Ricky Hatton, Manny Pacquiao und Conor McGregor, während er im Austin Boxing Club von Chicago Jugendtrainings durchführt und über die Fres Oquendo Boxing Foundation Boxprogramme in Schulen organisiert. Zudem arbeitet er mit gemeinnützigen Organisationen wie dem Proviso-Leyden Council for Community Action und Cabrini Green Legal Aid zusammen, um junge Boxer zu unterstützen (Stand: April 2023).